# The Loneliest Planet
The Loneliest Planet è un film del 2011 scritto e diretto da Julia Loktev. È ispirato al racconto breve Costosi viaggi senza meta, tratto dalla raccolta Dio vive a San Pietroburgo di Tom Bissell. Il film segue una giovane coppia di fidanzati attraverso un viaggio di piacere sulle montagne del Caucaso.

## Trama
Alex e Nica sono due giovani innamorati provenienti dagli Stati Uniti d'America che a pochi mesi dal loro matrimonio decidono di intraprendere un'escursione nelle montagne caucasiche della Georgia. Nonostante siano esperti di trekking e di viaggi insoliti, preferiscono ingaggiare una guida locale.

## Stile e temi
Il film è un'opera minimalista caratterizzata da una narrazione lenta e sequenze in sistema real-time. I dialoghi sono volutamente slegati e né i fatti né le relazioni umane sono sufficienti a costruire una trama. Circa a metà del film, il rapporto fra i protagonisti cambia in modo sensibile ma inspiegabile. A scatenare questa insoddisfazione è qualcosa che non si vede né si intuisce chiaramente ma, come descrive Tom Bissell nel suo racconto Costosi viaggi senza meta, si tratta di un senso di fallimento esistenziale che la natura incontaminata ispira negli uomini occidentali come Alex e Nica.
Il titolo del film si riferisce alla Lonely Planet, nota casa editrice che realizza guide turistiche e prontuari di viaggio.

## Distribuzione
Il film è stato presentato in numerosi festival cinematografici internazionali, fra i quali il Trento Film Festival. Nel 2011, è stato selezionato in concorso al Festival del film Locarno e successivamente al Festival internazionale del cinema di Istanbul, dove ha conquistato il Tulipano d'oro.

## Riconoscimenti
- 2011 – American Film Institute
  - Miglior film
- 2011 – Festival del film Locarno
  - Pardo d'oro
- 2012 – Gotham Independent Film Awards
  - Miglior film
- 2012 – International Istanbul Film Festival
  - Tulipano d'oro
- 2013 – Independent Spirit Awards
  - Miglior regista
- 2013 – Golden Trailer Awards
  - Candidato per il trailer indipendente